# TERENA
TERENA (IPA: [təreɪnə]; tə-RAY-nə), afkorting van Trans-European Research en Education Networking Association was een stichting voor de samenwerking van Europese nationale onderzoeks- en onderwijsnetwerken (NREN's) opgericht in Amsterdam. TERENA werd oorspronkelijk opgericht op 13 juni 1986 als Réseaux Associés pour la Recherche Européenne (RARE) en veranderde in oktober 1994 haar naam in TERENA. Na een fusie in oktober 2014 met DANTE is de stichting verdergegaan onder de naam GÉANT.
De doelstellingen van TERENA waren het bevorderen van de ontwikkeling van hoogwaardige internationale netwerkinfrastructuren voor de ondersteuning van Europees onderzoek en onderwijs. Dit omvat:
- het onderzoeken, evalueren en implementeren van nieuwe netwerk, middleware en applicatie-technologieën;
- het ondersteunen van nieuwe netwerkservices;
- kennisoverdracht, onder andere in de vorm van conferenties, seminars en trainingen;
- het adviseren van overheden en andere autoriteiten over netwerkproblemen;
- contacten met netwerkorganisaties in andere delen van de wereld.

Een bekend voorbeeld van een netwerkservice die onder TERENA tot stand kwam is Eduroam.
Invloedrijke personen in TERENA waren voorzitter Pierre Bruyère en algemeen secretaris Karel Vietsch.